# たちぎれ
『たちぎれ』もしくは『たちきれ』は、古典落語の演目。『立ち切れ』（または『立切れ』）と漢字で表記されることもあるほか、『たちきり』、『立消え』（たちぎえ）、『たちぎれ線香』『立切れ線香』（たちぎれせんこう）、『線香の立切れ』（せんこうのたちぎれ）とも。また別題として『入れ黒子』（いれぼくろ）というものもある。
初代松富久亭松竹の作とされる。もとは上方落語であるが、6代目桂文治あるいは3代目柳家小さんにより、東京に移植された。
遊び好きの商家の若旦那を改心させるために蔵に幽閉し、その間に心を通わせていた芸者が死んでしまう顛末を描いている。一般的な滑稽噺のような抜けた人物が登場せず、くすぐりが非常に少ない。
原話として、宇井無愁『落語の根多 笑辞典』は以下2点を挙げる。
1. 『御伽草』（安永2年・1773年）所収の「魂魄」（京の商店の手代が江戸の芸妓に三味線を贈る約束をしてできあがった物を届けに上がると病死したと聞かされ、墓前に出向いて言葉をかけながら回向すると芸妓の幽霊が現れて三味線を少し爪弾いたものの「ハイお迎ひ冥途から」と消えるという内容）
2. 『江戸嬉笑（えどきしょう）』（文化3年・1806年）所収の「反魂香」（若い息子が芸妓と懇ろになるが芸妓がはしかで他界し、反魂香を思い出した息子が好物を供えて線香を焚くと芸妓の幽霊が現れたがすぐに「閻王のお迎え」と消えかかり、息子が着物の裾をつかむと「線香モウ立ちやした」と答える内容）

前田勇および東大落語会編『落語事典 増補』は2のみを原話として記している。。

## あらすじ
まず演者は、かつて芸者への花代（支払い）を時間で換算するために、線香が燃えた長さを測っていたことを説明する。
とある商家（上方では船場、東京では本所か日本橋）の若旦那は、それまで遊びを知らず誠実に働いていたが、友達に誘われて花街（上方ではミナミ、東京では深川か築地）へ行き、置屋の娘で芸者の小糸（東京では美代吉とも）に出会い、一目惚れをした。
若旦那はたちまち小糸に入れあげ、店の金にまで手をつけるにいたる。親族や店員による会議が開かれ、番頭は「乞食の格好をさせて追い出し、町を歩かせればお金のありがたみがわかるのではないか」と言い放つ。それを聞いた若旦那は逆上し、「乞食にできるものならやってみろ」と言うが、服を脱がされるとたちまち「ほかのことなら何でもするから許してくれ」とトーンダウンする。番頭は、ふたりを逢わせないようにするために、若旦那に対し店の蔵の中に押し込め、100日間そこで暮らすよう言い渡す。
小糸の店からは、毎日のように手紙が来るが、番頭は若旦那に見せない。若旦那が蔵住まいになって80日目、ついに手紙が来なくなる。
100日が経過し、若旦那は蔵から出ることを許される。若旦那は「おかげで改心した」と語り、番頭に感謝の言葉をかける。番頭は、最後に届いた手紙を若旦那に見せる。
「この文をご覧に相なりそうろう上には 即刻のお越しこれ無き節には 今生にてお目にかかれまじくそろ かしく 小糸」
番頭は「色街の恋は80日というが、こんなことを書いて気を引いて、薄情なものですなあ」と言う。若旦那は「蔵の中で願をかけていた神社（上方では「天満の天神さん」東京では「浅草の観音様」）へお参りをしたい」と言って外出すると、付き添いの丁稚を振り切り、一目散に花街へ向かう。
置屋へ着くと、若旦那は女将に位牌を見せられ、小糸が本当に死んだことを知る。「若旦那が来なくなった最初の日、芝居を見る約束をしていて楽しみにしていたが、若旦那は来ない。文（ふみ＝手紙）を出しても店に来ない。その繰り返しで、芸者や店の者総出で文を出したが、それでも来ない。そのうちに小糸は恋わずらいをこじらせ、食べ物を何も受けつけなくなり、あの最後の文を出した次の日、若旦那があつらえてくれた三味線を弾いて、死んでしまった」と女将は語り、若旦那の不義理をなじる。若旦那は号泣し、「蔵の戸を蹴破ってでも来るべきだった」と絶叫して、女将に事情を説明する。女将は若旦那を許し、「たまたま今日は小糸の三七日（みなぬか）。これも何かの縁」と、若旦那を仏壇に招く。
若旦那が仏前に位牌と三味線を供え、手を合わせた時、どこからともなく若旦那の好きな地唄の「雪」が流れてくる。芸者が「お仏壇の三味線が鳴ってる!」と叫ぶ。ひとりでに鳴る三味線を見た若旦那は、「小糸、許してくれ。わたしは生涯妻を持たないことに決めた」と呼びかける。その時急に三味線の音が止まる。女将は「若旦那、あの子はもう、三味線を弾けません」と言う。若旦那が「なぜ?」と聞くと、
「仏壇の線香が、たちぎれでございます」

## 口演での特徴
前記の通りくすぐりが少なく、かつ悲劇的になりすぎないように演じる必要があり、演者には高い技量が要求される。3代目桂米朝は「数百を越える上方落語の中で、最も神聖化されている噺」と評している。また、若旦那が「跡取り息子が丁稚の果ての番頭に乞食にされたら本望じゃ! 見事、甲斐性あったら乞食にせえ!」と一気にまくしたてるさまを番頭が悠然と聞き、煙草を一服吸ってからいさめるシーンについて、「いきり立つ若旦那を前に対して悠々と煙草を吸う、あの演出は誰がかんがえたのでしょうか」と絶賛している。
3代目桂米朝によれば、現在では中堅の落語家がこの噺に挑戦することも多くなっているが、以前は「大師匠」の格でないと高座にかけることを許されず、お囃子方も協力してくれなかったという。米朝の師匠である4代目桂米團治は若いころ、師匠の3代目桂米團治の不在を狙って『たちぎれ』を演じたが、3代目米團治が現れると慌てて切り上げてしまった。高座に上がった3代目米團治は、「今のはほんの立ち切れでございました。それではその続きを」とその後を引き継いで演じた。また、米朝によると、4代目米團治は船場の商家の細かい描写で構成される前半の描写に強いこだわりがあり、商家の慣習や登場人物の立場などを理解して、台詞にそれを出す（たとえば大番頭への旦那の「お座りやす」はほかの番頭と口調が違う）ようにしていたという。
佐竹昭広・三田純市の『上方落語』下巻（筑摩書房、1970年）では、「大ネタ中の大ネタ、難物中の難物、とされているが、事実、そういわれるに値い（原文ママ）するだけの名作である」と評されている。

## バリエーション
ヒロインの芸者が病死するのではなく、手紙の誤送をきっかけに、同じくなじみだった別の商家の番頭に殺される、というストーリーがある。この場合、芸者は清純でない女性に描かれ、仏壇のシーンでは若旦那らの前に幽霊の姿になって現れて「地獄でも売れっ子の芸者だ」と説明するといったシーンが追加され、滑稽噺の要素が強くなる。
桂小文治（落語睦会の）や、5代目文枝は、「雪」の三味線の音を「ピン」と弾いて止める演出で、3代目桂米朝も以前はこの演出だったものの、のちに音をフェイドアウトさせる演出に変更している（4代目桂米團治の「スーッと線香が立ち消えになるように音が消えるのが本当だと思う」という説に従ったもの）。5代目桂文枝は、唄と三味線を普段の下座の代わりに、桃山晴衣に依頼し演じたことがある。若旦那が蔵から出て妓楼に駆けつける際のハメものは、上方落語では「茶屋入り」がもともとの「定石」であったが、のちに廃されて地唄の「雪」のみとなった。前記『上方落語』下巻は、「なまじ『茶屋入り』など入れない方がふさわしい」とこの変更を評価している。
5代目桂米團治は、小米朝の頃、落ち（サゲ）のセリフが飛んでしまい、「仏壇の三味線が燃え尽きました」と言ってサゲてしまったという。

## 改作など
3代目桂あやめの新作落語に、「立ち切れ線香外伝・小糸編」がある。亡き小糸が唄った「雪」が昔の恋を回想したものであることに着目し、小糸があの世で先に亡くなっていた地唄の師匠と再会し、幼少の頃恋仲だったことを思い出すストーリーを同演目に付加したもの。置屋における小糸の人間関係について、「お茶屋出身ゆえに舞妓の修行を飛ばしていきなり芸妓となったため、他の芸妓たちから疎まれている」という解釈を加えている。
三遊亭白鳥は、物語の舞台を自らの故郷である新潟県上越市高田に移し、「雪国立ちきり」として演じている。新作派の白鳥ではあるが、内容的にはほぼ原作に沿って語られる。ただし白鳥自身は「古典落語のアプローチとは違う」と語っている。なお、芸者の小糸は津軽出身で、母親から津軽三味線を習い、北前船に乗って直江津経由で高田に来て芸者になったという設定になっている。2022年6月15日に中野ZEROホールで行われた白鳥の独演会（白鳥ジャパンVol.11）では、津軽三味線の山口ひろしが伴奏を担当した。

## 主な演者
- 3代目桂米朝
  - 米朝にとっては、学生時代の1944年、東京で上記の小文治が演じたものを聴いたのがこの噺との出会いであった。翌年、陸軍に召集された後、発病して姫路市の兵庫療養所に入院していた際、他の患者などの前で口演したことが、当時付けていた「病床日記」に記されている[13][14]。そののち3代目立花家千橘、師匠の4代目桂米團治の口演を聴きおぼえ、1948年に演じようとしたが、師匠の反対でいったん断念した。その後、後援者の後押しがあって戎橋松竹の「戎松日曜会・落語新人会」で高座にかけた。客席には師匠の姿があり、終演後に小言を食らうと覚悟した米朝だったが、師匠は叱りもせず「『たちぎれ』とはこんな噺なんや」と、米朝に懇々と教えた[6]。前記のように神聖視されていた大ネタを新人の米朝が口演したことは当時の師匠連に衝撃を与え、「あいつ、えらいことやりよったで。わしらがおって若いもんにやられたままでは恥や。誰かやらなあかん」「しかし、わいあれだけはでけへん」と皆頭を抱えていたら、橘ノ圓都が「そら残念やなあ」とつぶやいた。「あんたできんのか」と問われて「稽古はしたけど、名人上手聞いてるさかい……」といったん断ったが、「ええがな、やんなはれ」と皆から勧められ、圓都が高座できちんと一席口演した。後年、圓都は以下のように書き残している。これが機縁となって"たちぎれ"は今も残ったのです。もし米朝が、あの時"たちぎれ"をやっていなかったら、私が意地になってやらなかったら、この噺は姿を消していたことでしょう[15]。ただし、戸田学は「後継に残る一因にはなったであろうが、残された音源を聞く限り、その演出は決していいものとは言えない」と、圓都が演じたことで演目が残ったとはいえないという見解を示している[16]。
- 5代目桂文枝[11]

## 本作品が登場したメディア
- 『ちりとてちん』（NHK朝の連続テレビ小説）
  - 第17週はたちぎれ線香がストーリーのモチーフとなっており、青木崇高演じる徒然亭草々が、この噺を高座にかけている。また、主人公の母・和田糸子の名前は小糸が元ネタであり、旧姓の「木野」は上方における置屋の屋号「紀の庄」から採られたものである。[要出典]